# Susumu Hani
Susumu Hani (en japonès, 羽仁 進) (Tokyo, 10 de octubre de 1928) es un director de cine japonés, uno de los representantes más prominentes de la Nueva Ola Japonesa de la década de los 60. Se especializó tanto en películas de ficción como en documentales. 
Consiguió el premio del Directors Guild of Japan New Directors Award por su primer largometraje Furyô shônen de 1961. Su film de 1962 Mitasareta seikatsu fue presentado en el Festival Internacional de Cine de Berlín de 1962. Su documental de 1963 Children Hand in Hand fue presentado en el Festival de Moscú ganado el Diploma Especial.

## Filmografía
- Furyô shônen (1961)
- Mitasareta seikatsu (1962)
- Kanojo to kare (1963)
- Aru shuppansha gojuunen (1963)
- Bwana Toshi no uta (1967)
- Hatsukoi Jigokuhen (1968)
- Aido: Slave of Love (1969)
- Yōsei no Uta (1972)
- Afurika monogatari (1980)
- Yogen (1982)

## Premios y distinciones
Festival Internacional de Cine de Berlín
| Año  | Categoría                                | Película       | Resultado |
| ---- | ---------------------------------------- | -------------- | --------- |
| 1963 | Premio OCIC                              | Kanojo to kare | Ganador   |
| 1963 | Mejor largometraje adecuado para jóvenes | Kanojo to kare | Ganador   |